# IPad Air 2
O iPad Air 2 é um dispositivo em formato de tablet produzido pela Apple Inc. Foi anunciado no dia 16 de outubro de 2014 durante um evento especial na sede da empresa, em Cupertino.  O iPad Air 2 é mais fino do que seu antecessor, o iPad Air e possui Touch ID.

## Características

### Processador
O iPad Air 2 possui uma versão atualizada do chip Apple A8, o Apple A8X, com arquitetura de 64 bits, processamento 40% mais rápido do que seu antecessor e 12x mais rápido do que o iPad original, além de performance gráfica até 180x mais rápida do que a do primeiro iPad. O coprocessador M8 está presente, assim como nos iPhones e a bateria do tablet dura até 10 horas com gerenciamento de energia aprimorado.

### Tela Retina
Nos modelos de iPad anteriores, os painéis eram fabricados em três partes diferentes e separadas que eram  sobrepostas para formar a tela. No iPad Air 2, as três camadas foram combinadas e o espaço entre elas completamente eliminado. Essa alteração resultou em uma tela mais fina, resistente e compacta. Além disso, o reflexo que era gerado entre elas desapareceu completamente, fazendo com que o iPad Air 2 tenha cores mais vivas e brilhantes com mais brilho e contraste. Também foi acrescentado um novo revestimento antirreflexo que faz com que o tablet deixe a tela 56% menos reflexiva para que possa exibir imagens nítidas mesmo em ambientes muito ensolarados (Tornando o tablet com menos reflexo do mundo).

### Câmera
A câmera traseira (iSight) do iPad Air 2 possui 8 megapixels de resolução, abertura f/2.4 e grava em até 1080px, enquanto a câmera frontal (FaceTime HD) possui 1,2 megapixels, abertura f/2.2 e grava em até 720px. As fotos panorâmicas podem ter até 43 megapixels. Uma das principais novidades da câmera do novo iPad foi a chegada da gravação de vídeos em câmera lenta (120 fps). O foco ficou mais rápido e o processamento das imagens elimina ruídos com mais eficiência. Entre os novos recursos de software da câmera do iOS 9 estão incluídos o Time-lapse e o Burst Mode (Que permite a captura de várias fotos rapidamente e em sequência).